# 東京都立大山高等学校
東京都立大山高等学校（とうきょうとりつ おおやまこうとうがっこう）は、東京都板橋区小茂根五丁目にある都立高等学校。

## 概要
全日制と定時制の普通科が設置されている。スローガンは「大山高校　ここからスタートする未来」。大学進学から専門学校、就職まで進路希望に対応したカリキュラムが用意されている。
約1万坪の広大な敷地を擁する。校舎は地上3階、地下1階建てになっている。
普通教室の他、習熟度別授業・少人数授業・選択授業に対応できる講義教室が多数用意されている。また、200名収容の視聴覚大ホールや、陶芸窯や電動ろくろを備えた陶芸室を含む美術系教室が4つ、グランドピアノ2台を備えた4つの音楽系教室がある。体育館はバレーボールコート3面をとることのできる広さである。
生活指導面では、基本的な生活習慣の確立と学校生活における規則の遵守を目指し、2007年（平成19年）より服装・頭髪指導に全校を挙げて取り組んでいる。

## 沿革
- 1959年 - 開校（板橋区栄町の板橋第九小学校[4]にて）[5]
- 1963年 - 現在地に移転。全日制課程設置[5]
- 1998年 - 新校舎完成[5]

## クラブ活動
（定時制が設けてあるため、全日制生徒の一切の活動は、原則17時までとなっている。しかし自習室の利用は18時までになっている）

### 運動部
- バレーボール部（女）(男)
- バスケットボール部（男・女）
- 柔道部
- 剣道部
- 陸上部
- サッカー部
- ワンダーフォーゲル部
- テニス部
- 卓球部
- 野球部（硬式）
- バドミントン部
- ダンス部
- 水泳部
- フットサル部
- ソフトテニス同好会

### 文化部
- 吹奏楽部
- 和太鼓部
- ボランティア部
- 茶道部
- 演劇部
- 写真部
- 美術部
- 漫画部
- 軽音部
- 服飾デザイン部
- 調理同好会

## 交通アクセス
出典 : 
電車
| 路線名                       | 最寄り駅   | 徒歩所要時間 |
| ---------------------------- | ---------- | ------------ |
| 東京メトロ有楽町線・副都心線 | 小竹向原駅 | 15分         |
| 東京メトロ有楽町線・副都心線 | 氷川台駅   | 15分         |
| 東武東上線                   | 上板橋駅   | 15分         |

バス
| 運行事業者            | 乗車駅 | 系統 | 下車停留所                |
| --------------------- | ------ | ---- | ------------------------- |
| 国際興業バス          | 池袋駅 | 池55 | 「小茂根五丁目」、徒歩3分 |
| 国際興業バス          | 池袋駅 | 光02 | 「桜川」、徒歩12分        |
| 国際興業バス 関東バス | 赤羽駅 | 赤31 | 「小茂根」、徒歩9分       |
| 都営バス              | 新宿駅 | 王78 | 「小茂根」、徒歩9分       |